# R4D冰原島峰
72°44′S 162°21′E / 72.733°S 162.350°E
R4D冰原島峰（英語：R4D Nunatak）是南極洲的冰原島峰，位於維多利亞地的彭內爾海岸，處於伯克特冰原島峰東南面3.7公里，屬於莫紐門特冰原島峰的一部分，由新西蘭探險隊命名，現時由南極條約體系管理。